# U3
U3は、米サンディスクと米M-Systemsが設立した合弁事業が開発している、USBフラッシュメモリから起動するアプリケーションの管理、実行環境の標準仕様。
USBフラッシュドライブをストレージとして使うだけではなく、アプリケーション用プラットフォームとして活用することを目指している。
USBフラッシュドライブを装着すると、専用のランチャーソフト「LaunchPad」が自動起動し、そこからアプリケーションを起動できる。
U3規格に準拠するUSBフラッシュドライブでは、データ、電子メールやブックマーク、パソコンの動作設定などを安全に格納でき、ユーザーは不特定多数で共有しているようなパソコンでも安全に自身の環境を使ってアプリケーションを実行できるようになる。
2010年サンディスクはU3テクノロジーのサポートを終了した。